# Oscar Branch Colquitt
Oscar Branch Colquitt (16 de dezembro de 1861 — 8 de março de 1940) foi o 25º governador do estado norte-americano de Texas, de 17 de janeiro de 1911 a 19 de janeiro de 1915.